# 片品温泉
片品温泉（かたしなおんせん）は、群馬県利根郡片品村（旧国上野国）にある温泉。鎌田温泉、尾瀬戸倉温泉、幡谷温泉、丸沼温泉の4つの温泉と共に片品温泉郷を構成している。

## 泉質
- 炭酸水素塩泉
- アルカリ性単純温泉
  - 源泉温度39 - 53℃

## 温泉街
片品川の上流、武尊山の東側に温泉街が広がる。
小さな温泉が多数存在し、また旅館などの宿泊施設も多い。南へ行くと鎌田温泉が存在する。
周辺はスポーツ施設が充実している。かたしな高原スキー場・尾瀬岩鞍スキー場も近くに存在する。

## 歴史
古くは「湯沢薬師あり、新井から湯出る」と言われた温泉である。
- 1983年（昭和58年）3月28日 - 環境庁告示第27号により、国民保養温泉地に指定。

## アクセス
- 鉄道：上越線沼田駅よりバスで約80分。